# 樺太の競馬

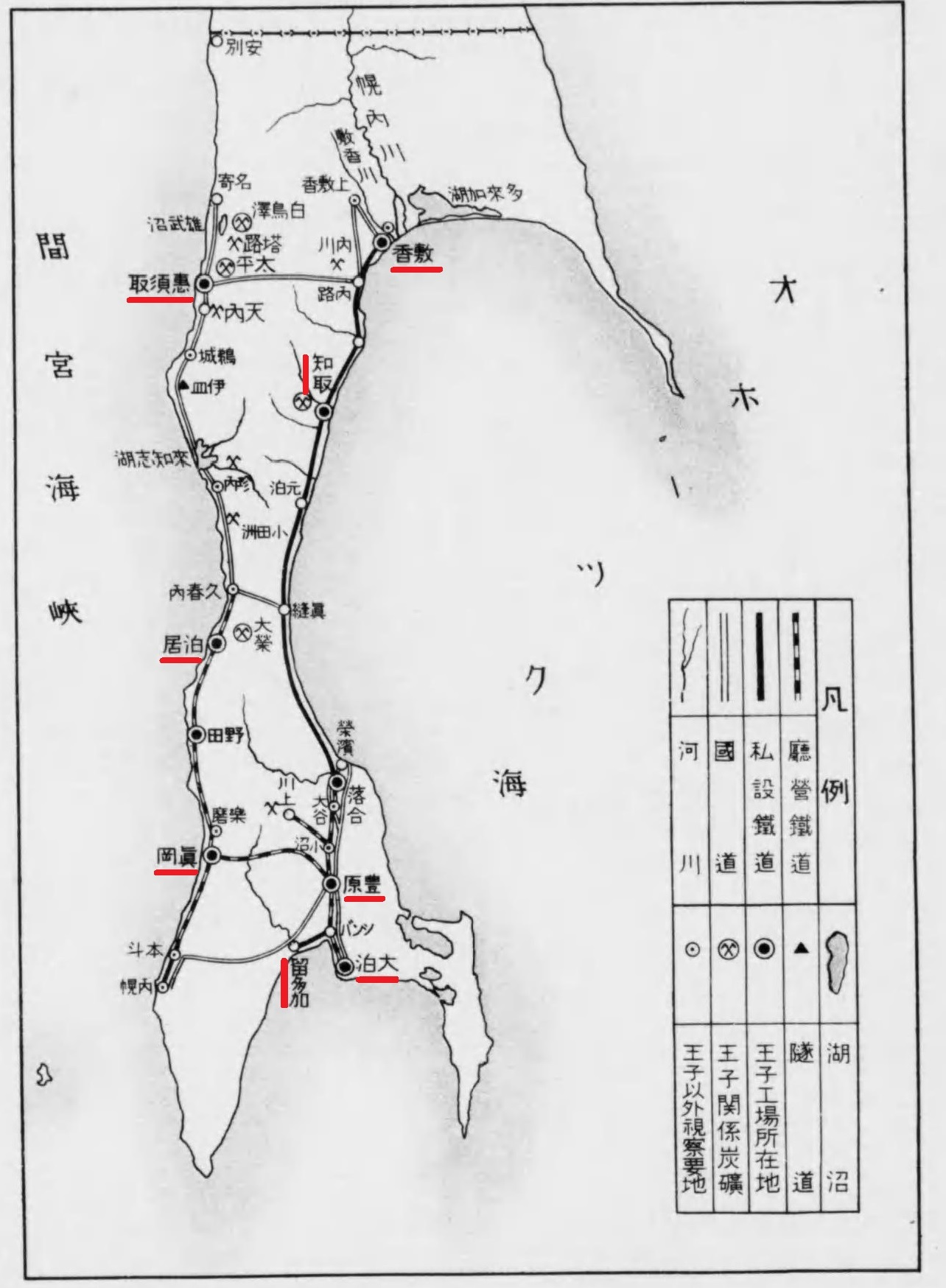
1939年の樺太　地名に赤線を付した地が公認競馬場があった町

この項では日本の植民地時代の南樺太の競馬について扱う。
樺太の競馬は明治末に豊原、真岡、大泊、久春内などの神社で7月から8月に行われる祭礼の余興として始まり、次第に拡大し1923年（大正12年）馬券の発売が始まった。樺太の競馬は、やがて神社祭礼から離れてギャンブルとなっていった。樺太では、馬券発売や競馬場に法的な規制がほとんどなかったため、人口が30万人前後だった1929年（昭和4年）から1931年（昭和6年）ごろには、南樺太全体で大小20余りの競馬場が存在し、馬券を無制限に発売して（人口からすると）盛んにおこなわれていた。1929年（昭和4年）から1931年（昭和6年）ごろの樺太の各競馬場では、八百長や払戻金の不正などが横行したという。1932年（昭和7年）樺太庁では、競馬場のあまりの乱立と無節操ぶりに内地の地方競馬規則と同等の樺太競馬規則を定め、馬券を発売できる公認競馬場を制限し、馬券発売も制限し厳しく取り締まった。このため樺太では、1932年以降の馬券発売を伴う競馬は8つの公認競馬場でのみ断続的に行われ、公認された8か所以外の競馬場では、以前のように神社の祭礼の余興として馬券を売らない草競馬として催された。樺太は寒さが厳しいため、春競馬は6月と7月に行われ、秋競馬は8月と9月に行われ、遅くても10月半ばまでにシーズンを終えた。毎年10月半ばから翌年5月までは、樺太では競馬は開催されていない。

## 歴史
1905年(明治38年)のポーツマス条約によって、北緯50度線以南の樺太が日本に復帰した。割譲の翌年1906年(明治39年)には、すでに大泊で小規模ながら競馬場が設けられ、1911年(明治44年)豊原などで神社の祭礼の余興として競馬が始まった。いくつかの競馬場には馬産奨励のために樺太庁から補助金が与えられ1911年(明治44年)には、南樺太全体で樺太庁から補助金を受け取る競馬団体（公認団体)は3つあり、それが次第に増えていき、1923年(大正12年)では5つ、1929年(昭和4年)には補助金団体(競馬場)は8つに増えている（当時は軍事、輸送、農業に馬は欠かせないものであったので明治以降、日本政府は馬産と馬匹改良事業を奨励していた。馬産と馬匹改良事業を目的とする競馬も奨励されていた。ただし1923年（大正12年）までは樺太では馬券は発売されていない。）ただしこの補助金団体は1932年(昭和7年)に制定された樺太競馬規則による公認競馬場（馬券発売を公認された競馬場)とは異なる。
1943年(昭和18年)までの樺太は、内地とは異なる異法地域であり、内地の法律は自動的に適用はされず(樺太庁が独自に施政し、樺太住民には日本の国政選挙の投票権はない）、内地の法律を樺太で適用するには「勅令」が必要だった。1923年（大正12年）に内地で馬券が発売許可されたのを見て樺太の各競馬場でも馬券を発売し始めたが、内地で適用されていた競馬法(旧競馬法)や地方競馬規則は樺太では適用されなかったため、非公認の小さな競馬場でも制限されることなく馬券発売を行うことが出来た。
1927年(昭和2年)の内地の地方競馬規則では、馬券の発売枚数は一人1レースに付き1枚(1枚2円)、馬券を発売する競馬場は1周1000メートル以上の馬場が必要と規定されたが、樺太では競馬に何ら制限がなく、客は馬券を買いたいだけ買えた。1929年(昭和4年)の時点では人口が30万人に満たない樺太全体で非補助金団体によるものを含めて大小20あまりもの競馬場があったという。樺太日日新聞によれば樺太では田舎の鎮守(村の守り神である小さな神社)の祭礼でも競馬が開催されて馬券が発売され、しかもどこの競馬も盛況だったという。それらの競馬ではインチキ(樺太日日新聞の表記のママ、八百長や払戻金のごまかし)が横行した。競馬場のあまりの乱立とインチキの横行には、競馬に鷹揚だった樺太庁もさすがに問題を感じた。樺太庁自身、1932年(昭和7年)までは樺太の競馬には統制は無かったと認めている。このため樺太庁は1932年(昭和7年)6月、内地の地方競馬規則に準じる内容の樺太競馬規則を定めた。馬券を売れる公認競馬場を1支庁・出張所ごとには1か所と決め、1931年(昭和6年)では支庁・出張所は9つのため、豊原、大泊、恵須取、知取、留多加、泊居、敷香、真岡の8つの競馬場が公認された（本斗の競馬場も公認競馬場に予定されたが、本斗競馬場では規則を満たす1周1000メートルの大きさの馬場が作れなかったため公認されなかった）。一人1レースに付き1枚の馬券の枚数制限は売り上げの大幅な減少になり、樺太の競馬に大打撃を与えた。樺太競馬規則施行直後の知取や敷香の競馬は赤字になり、それを見た各地の競馬場は競馬を中止する。
1929年(昭和4年)から1931年(昭和6年)ごろには20余りを数えた樺太の競馬場での競馬開催回数は、1932年(昭和7年)の樺太競馬規則施行後には激減する。樺太日日新聞では、人口の少ない樺太で人口の多い内地と同じ競馬規則(一人1レースに付き1枚の馬券の枚数制限)を適用したら競馬場の経営が成り立たないと説明している。
1933年(昭和8年)には内地の地方競馬規則が改正され、馬券は1人1レースに付き1枚が2枚になり、開催1日当たりの最大レース数も12回から14回に拡大された。これを受けて樺太の競馬会は樺太競馬規則の改正を願い出る。樺太庁では一時の樺太競馬界の無節操ぶりから渋るが、結局1934年(昭和9年)に樺太競馬規則は内地の地方競馬規則と同等に改正された。
これを受けて樺太の競馬では1日に14レースを行い、馬券は1人1レースに付き2枚まで発売されるようになったが、樺太競馬規則施行直後の1932年(昭和7年)ばかりではなく、わずかに規制が緩んだ1934年（昭和9年）以降も樺太の競馬は混乱が続き、豊原、大泊、恵須取、知取、留多加、泊居、敷香、真岡の8つの公認競馬場も順調に開催できたわけではない。
1935年(昭和10年)に発行された『外地及満洲国馬事調査書』によれば、樺太競馬規則施行翌年の1933年(昭和8年)では恵須取競馬会、知取競馬会、樺太競馬会（豊原)、留多加競馬会で馬券を伴う競馬が行われ、恵須取では春2日間、秋3日間競馬が開催され、知取競馬会、樺太競馬会（豊原)、留多加競馬会では秋だけ各3日間競馬が行われ、1933年(昭和8年)秋のシーズンでは4か所の競馬場合計で96レース、入場者は1万3千人あまりになっている。大泊、敷香、泊居、真岡ではこの年は開催できなかった。
これら樺太庁公認の8競馬場では、その後も不安定な状態でありながらも断続的に競馬は行われている。
新聞報道で確認できるものでは、1936年(昭和11年)では大泊、豊原、敷香、真岡、泊居、1941年(昭和16年)では恵須取、豊原、大泊、知取などで競馬が開催されている。（ここに記載していない他の年、他の競馬場ではすべて競馬が開催されなかったということではない。資料が乏しいため調査が及んでいないだけである）
競走は駆歩競走(普通の競馬)と速歩競走(トロットレース)のそれぞれが組まれたが、1939年（昭和14年）豊原競馬場春初日では全14レース中の8レースが速歩競走であり、同年の知取競馬場2日目でも全12レースのうち8レースが速歩または特殊速歩足競走であった。また、島産馬と島外産馬を分けて番組編成をしていた。レースは2-4頭立てが多く、多頭立てでも8頭立て程度のため配当は高くはないが、それでもレースによっては20円(10倍)の最高上限の配当が付いている。
1941年(昭和16年)には馬券の制限が一人1レース3枚に拡大し、1942年(昭和17年)には内地と同様に馬券税が導入された。1945年(昭和20年)8月には樺太はソ連軍の侵攻を受け、これをもって樺太の競馬の歴史は終わりになる。

## 豊原競馬場

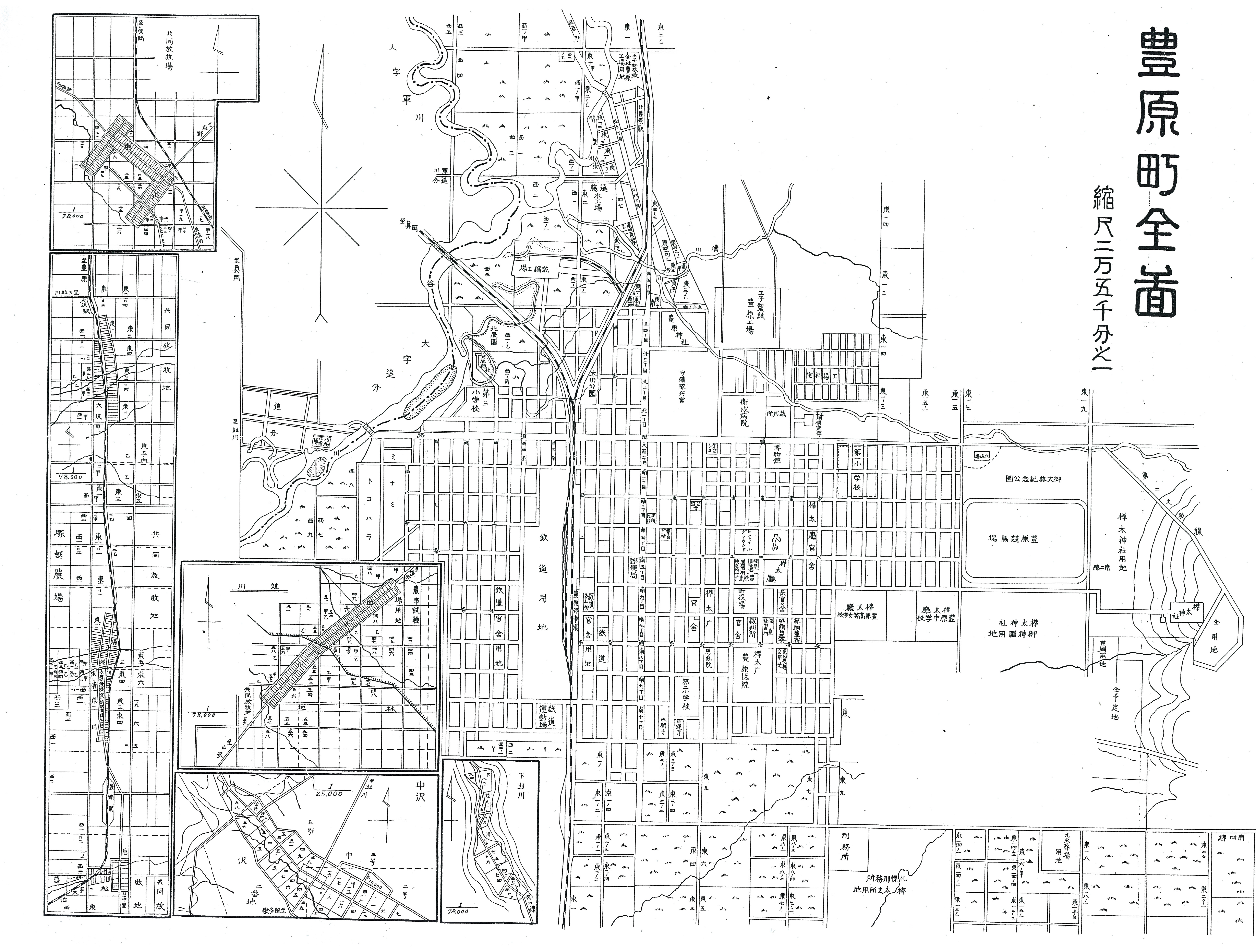
1929年(昭和4年)豊原市街地図。1932年(昭和7年)までは豊原競馬場は豊原市街の東側の樺太神社の隣接地にあった。

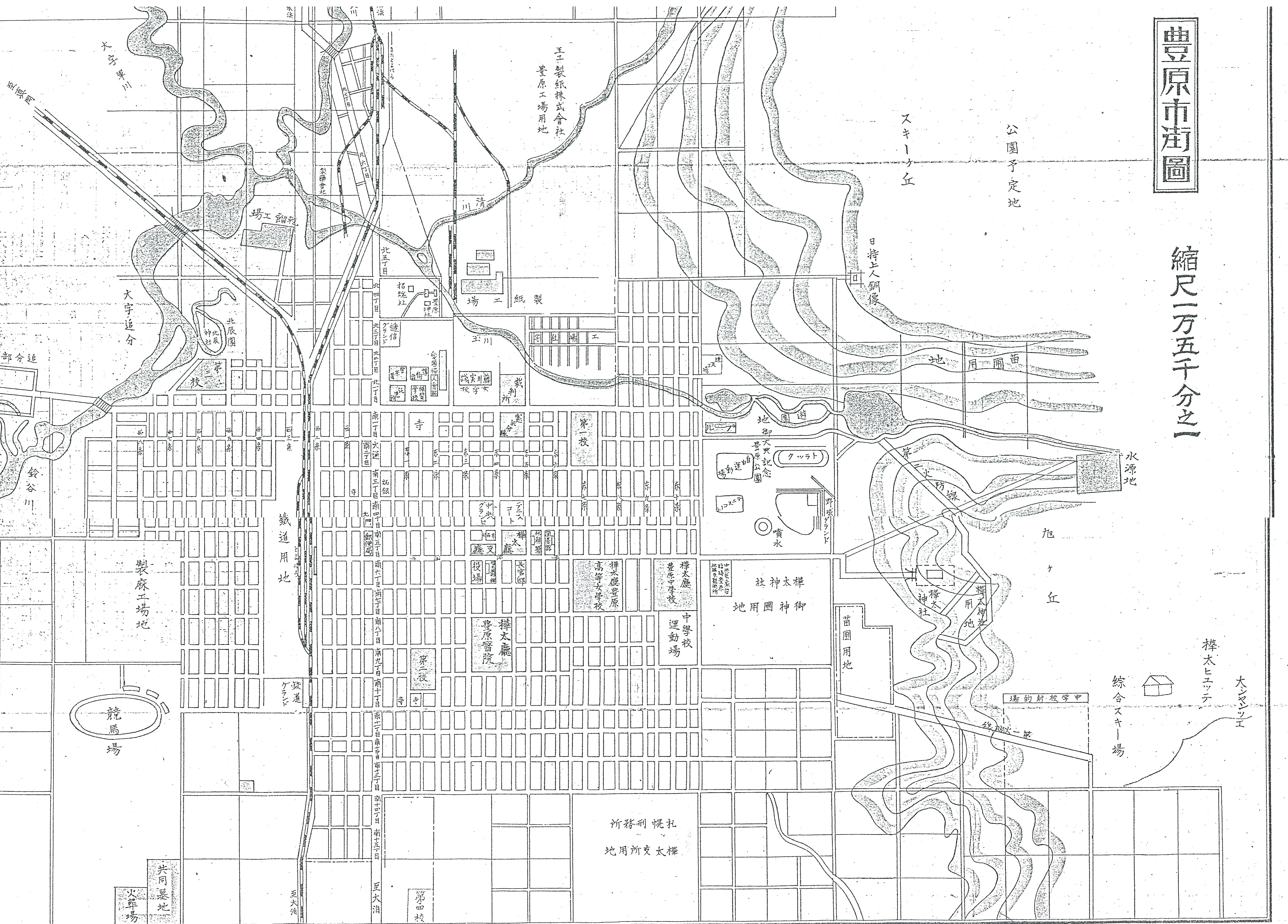
1933年(昭和8年)～1939年(昭和14年)頃の豊原中心部。豊原競馬場は豊原駅の南西に移転している

樺太の最大の町・豊原では、樺太神社建立の時点で既に競馬場は企画されていた。1911年(明治44年)に、樺太神社がある旭ヶ丘の山麓に平岡定太郎が会長を務める樺太競馬会によって周囲1マイルの競馬場が設けられ、1911年8月23,24の2日間で第一回樺太競馬会競馬が開催されている。これは樺太神社の例大祭の余興として組まれたものだという。1マイルの走路は四角形で、コーナーにやや丸みをつけたもので右回り、幅は10間(18メートル)あまり。馬見場(スタンド)は長さ50間、幅2間のものを2段に組み、およそ600人収容。馬は乗馬用のほかに荷馬などで、馬の種でいうと雑種が29頭余り、土産馬が55頭あまり（番外として農用馬のレースも組まれた。サラブレッドなどの競走専用の馬はいないものの、競馬に熱心な馬主には内地から優良馬を購入したものもいる)。
初日には正式のレースが7レースが行われ、7レースとも6頭立て、距離は1マイルで行われている。2日目も7レースで、正式なレースのほかに各競走の勝利馬による決勝レースや番外のレースも行われ2日間で10数組の番外レースが行われている。初日の天候は雨だったにもかかわらず3-4千人の観客を集め、晴れた2日目には5000人を集めたという。明治44年では広い樺太全体で人口が57000人なので、そのなかで数千人を集めた競馬は、当時の競馬雑誌『馬匹世界』も空前の盛挙と報じている。騎手も観客もほとんどは日本人だが、ロシア人も少数いて、ロシア人が勝利騎手の一人になっている。
翌年は7月30日に明治天皇が崩御したため競馬開催はずれこんで10月になってから行われ、第二回も2日間で各日とも正規のレースが7レースずつ、番外レースが7レースずつ行われ、前年と同じく水天号が無敗の3勝を挙げている。この年からは距離は1マイルばかりではなく1.5マイルなどの番組も組まれている。
1923年(大正12年)からは馬券の発売も開始し、売り上げの15%を樺太競馬会が取ったという。
昭和に入ってまもなく、樺太神社祭礼と離れて春・秋の2場所を開催するようになっている。
1927年(昭和2年)からはそれまで番外として行われていた騎乗速歩競走が正規の番組となり、競走の中で速歩競走の番組数がだんだんと増えていった。
樺太神社の近く、旭ヶ丘の山麓にあった競馬場は1932年(昭和7年)の樺太競馬規則による公認競馬場にはならず、1933年(昭和8年)豊原の西方・豊原遊郭の南を流れる鈴谷川の東岸（豊原駅より南西方向）に競馬場が新設されることになった。樺太競馬会は樺太競馬規則の定めによって社団法人樺太競馬会に組織替えし、新競馬場を1周1マイルの大きさと定めた。
豊原町『豊原町勢要覧』1935年発行によれば1910年(明治43年)に有志によって樺太競馬会が設立されて、だんだんと発展し、1932年(昭和7年)には社団法人化されている。豊原町大字南豊原南三線區割外に17万8920坪(約59万平方メートル)の競馬場地を持ち、春・秋に競馬を行ったとのこと。
二代目の競馬場も現存せず、ユジノサハリンスク市にあるパペードゥイ通り西端（反対側である東端は「勝利広場」）となっている。（パペードゥイ通り西端より眺めた二代目競馬場の現在の姿（グーグル・ストリートビュー画像））

## 大泊競馬場
樺太南部の港町・大泊では1906年(明治39年)には、山本榮助によって小規模な競馬場が作られたという。大泊では亞庭（あにわ）神社の祭礼の余興として競馬は行われ1911年(明治44年)には大泊市街北側、神楽丘の北側山腹に一周370間(約670メートル)の競馬場が作られた。しかし神楽丘の競馬場は狭く傾斜がきついので、1913年(大正2年)大泊東側の大泊川沿岸に87500坪の土地を確保して一周600間(約1090メートル)の競馬場が設けられた。1931年(昭和6年)の大泊では第23回競馬が行われ、8月11日から3日間。特等入場券（馬券5枚付き)が10円、一等入場券（馬券1枚付き）2円50銭、2等入場券（馬券はつかない）が50銭で売られている。1931年の大泊競馬では売り上げが42000円（競馬会の収入は15%)に加えて雑収入があるので賞金4000円を出しても今回は利益が出たという。1931年(昭和6年)の大泊競馬では、8月の競馬が盛況だったので9月5日から秋競馬も開催されている（大泊は黒字だが、他の競馬場はこの年の世界恐慌による不況で赤字だったり開催を中止したりしている)

## 真岡競馬場
樺太西海岸の主要な町の一つ、真岡町では、1912年(明治45年)7月14日に真岡神社の祭礼の余興として競馬が行われ、新設された馬場は1周が半マイル(800メートル)で観客7000人を集めたという。馬は真岡だけでなく大泊や豊原からも参加している。。
馬券を発売していないころの真岡の競馬の収入は入場料、樺太庁補助金、出走料などと当日に競馬場内で営業した中茶屋(露店)の地代などで賄われていた。
真岡の競馬は恒例となり1929年(昭和4年)の真岡競馬では2日間で27レースが行われている。真岡競馬場は昭和5年には一周1000メートルに拡張されている

## その他の競馬場
樺太の競馬がもっとも盛んだった1929年(昭和4年)から1931年(昭和6年)ごろには、後に公認競馬場になった8か所の競馬場のほかに、本斗町や落合町でも小規模な競馬場がつくられ、その他の町や小さな村、部落でも馬券を発売して競馬が行われていた。野田郡野田町、本斗郡内幌村、真岡郡清水村、敷香郡内路村、敷香郡泊岸村新問、泊居郡久春内村、豊栄郡豊北村小沼、元泊郡元泊村、豊原町唐松部落、豊原町並川部落などで競馬が行われていたことが新聞報道で確認できる。
樺太競馬規則が施行された1932年(昭和7年)以降は、馬券を発売して競馬が開催されるのは8か所の公認競馬場だけになったが、馬券発売を伴わない神社祭礼の余興としての競馬には規制がないので1932年の落合競馬場は馬券を売らず神社の祭礼競馬として開催するが不人気だったという。久春内村は小さい村にもかかわらず樺太では早期に競馬場が開設され樺太庁の補助金競馬場になっている。久春内村の競馬場では1932年施行の公認競馬場から外れて馬券が発売できなくなっても神社祭礼競馬として継続され1933年(昭和8年)9月には第25回競馬を開催している。

## 樺太競馬の番組
樺太の競馬の番組は時代によって異なり、また新聞報道でしか確認できないが、樺太日日新聞で報じられた競馬番組を一部紹介する。

### 明治44年
1911年（明治44年）の初の豊原競馬は8月23,24日の二日間行われ、本競走は馬体検査で馬を甲組、乙組に分けた。甲組が優良な体格である。初日は本競走7レース（甲組3レース乙組4レース)
、他に番外競走7レースが行われた。番外レースでは在留ロシア人が勝利騎手の一人になっている。二日目は本競走7レース、決勝レース2レース、番外に農用馬のレースや競馬会役員が騎乗するレースなどが組まれた。
| 明治44年豊原競馬場競馬番組                                                                                           | 明治44年豊原競馬場競馬番組 | 明治44年豊原競馬場競馬番組 | 明治44年豊原競馬場競馬番組 | 明治44年豊原競馬場競馬番組 | 明治44年豊原競馬場競馬番組 | 明治44年豊原競馬場競馬番組 | 明治44年豊原競馬場競馬番組 | 明治44年豊原競馬場競馬番組 | 明治44年豊原競馬場競馬番組 | 明治44年豊原競馬場競馬番組 | 明治44年豊原競馬場競馬番組 | 明治44年豊原競馬場競馬番組 |
| 日 | 回数                       | 組                         | 距離                       | 出走頭数                   | 1着馬名                    | タイム                     | 年齢                       | 騎手                       | 馬主                       | 2着馬名                    | 3着馬名                    | 備考                       |
| --- | -------------------------- | -------------------------- | -------------------------- | -------------------------- | -------------------------- | -------------------------- | -------------------------- | -------------------------- | -------------------------- | -------------------------- | -------------------------- | -------------------------- |
| 初日 | 第1回                      | 乙                         | 1マイル                    | 6頭立                      | 福山                       | 2分25                      | 6                          | 望月                       | 真岡町高木                 | 寶春                       | 金高                       |                            |
| 初日 | 第2回                      | 甲                         | 1マイル                    | 6頭立                      | 軍刀                       | 2分23                      | 5                          | 沢尾                       | 大泊町谷                   | 九州                       | 金龍                       |                            |
| 初日 | 第3回                      | 乙                         | 1マイル                    | 6頭立                      | 朝日                       | 2分38                      | 5                          | 土花                       | 大泊町遠藤                 | 大沢                       | 更科                       |                            |
| 初日 | 第4回                      | 甲                         | 1マイル                    | 6頭立                      | 水天                       | 2分15                      | 4                          | 鶴谷                       | 豊原町鬼柳                 | 白雲                       | 隼                         |                            |
| 初日 | 第5回                      | 乙                         | 1マイル                    | 6頭立                      | 樺太                       | 2分38                      | 11                         | 神谷                       | 川上村山本                 | 丸善                       | 清原                       |                            |
| 初日 | 第6回                      | 甲                         | 1マイル                    | 6頭立                      | 第二北海                   | 2分17                      | 6                          | 平村                       | 久春内村杉浦               | ほまれ                     | 一天                       |                            |
| 初日 | 第7回                      | 乙                         | 1マイル                    | 6頭立                      | 清川                       | 2分48                      | 8                          | 宮方                       | 清川村若原                 | 中吉                       | 町田                       |                            |
| 二日目 | 第1回                      | 甲                         | 1マイル                    | 6頭立                      | 九州                       | 2分25                      | 8                          | 土花                       | 大泊町斎藤                 | 隼                         | 金華山                     |                            |
| 二日目 | 第2回                      | 乙                         | 1マイル                    | 6頭立                      | 寶春                       | 2分35                      | 4                          | 土花                       | 大泊町大吉                 | 豊姫                       | 松林                       |                            |
| 二日目 | 第3回                      | 甲                         | 1マイル                    | 6頭立                      | 白雲                       | 2分21                      | 6                          | -                          | 豊原町森川                 | 北星                       | 豊山                       |                            |
| 二日目 | 第4回                      | 乙                         | 1マイル                    | 5頭立                      | 朝日                       | 2分35                      | 5                          | 土花                       | 大泊町遠藤                 | 目隠                       | あやめ                     |                            |
| 二日目 | 第5回                      | 甲                         | 1マイル                    | 4頭立                      | 水天                       | 2分16                      | 4                          | 鶴谷                       | 豊原町鬼柳                 | 第二北海                   | 軍刀                       |                            |
| 二日目 | 第6回                      | 乙                         | 1マイル                    | 4頭立                      | 大沢                       | 2分29                      | 6                          | -                          | 大沢村大堀                 | 清原                       | 丸善                       |                            |
| 二日目 | 第7回                      | 甲                         | 1マイル                    | 6頭立                      | 豊山                       | 2分21                      | 6                          | 鶴谷                       | 豊原町木谷                 | 誉                         | 二〇三                     |                            |
| 二日目 | 乙組決勝                   | 乙                         | 1マイル                    | 5頭立                      | 寶春                       | 2分28                      | 4                          | 土花                       | 大泊町大吉                 | 大沢                       | -                          | 賞金50円他                 |
| 二日目 | 甲組決勝                   | 甲                         | 1マイル                    | 6頭立                      | 水天                       | 2分14                      | 4                          | 鶴谷                       | 豊原町鬼柳                 | 第二北海                   | -                          | 賞金100円他                |
| 出典は樺太日日新聞明治44年8月25,26日付および『馬匹世界』第5年9月号 1911年9月、pp35-36。データの-は記載なしのため不明 |                            |                            |                            |                            |                            |                            |                            |                            |                            |                            |                            |                            |

### 昭和5年の豊原の競馬番組
1930年（昭和5年）6月22日、春の豊原競馬2日目は午前11時スタートで閉場は午後8時まで。騎乗速歩競走(騎乗のトロットレース)4レースを含む13レースが行われ、さらに番外レースも組まれている。速歩競走には馬によってハンデが付き、斤量ではなくスタート場所を前に出すことでハンデをつけている。馬券は1枚2円である。ここで言う駆歩はギャロップ（現代の用語では襲歩)のことである。
| 昭和5年6月22日豊原競馬場春開催二日目成績 | 昭和5年6月22日豊原競馬場春開催二日目成績 | 昭和5年6月22日豊原競馬場春開催二日目成績 | 昭和5年6月22日豊原競馬場春開催二日目成績 | 昭和5年6月22日豊原競馬場春開催二日目成績 | 昭和5年6月22日豊原競馬場春開催二日目成績 | 昭和5年6月22日豊原競馬場春開催二日目成績 | 昭和5年6月22日豊原競馬場春開催二日目成績 | 昭和5年6月22日豊原競馬場春開催二日目成績 | 昭和5年6月22日豊原競馬場春開催二日目成績 | 昭和5年6月22日豊原競馬場春開催二日目成績 | 昭和5年6月22日豊原競馬場春開催二日目成績    |
| 回数                                     | 種類                                     | 番組                                     | 距離                                     | 出走頭数                                 | 1着馬名                                  | タイム                                   | 2着馬                                    | 3着馬                                    | 投票数                                   | 配当                                     | 備考                                        |
| ---------------------------------------- | ---------------------------------------- | ---------------------------------------- | ---------------------------------------- | ---------------------------------------- | ---------------------------------------- | ---------------------------------------- | ---------------------------------------- | ---------------------------------------- | ---------------------------------------- | ---------------------------------------- | ------------------------------------------- |
| 第一回                                   | 速足                                     | 島外産馬                                 | 2マイル                                  | 3頭立                                    | ブラックローズ                           | 7分7秒1/2                                | ゲンロク                                 | 第二ケンブリッジ                         | 215                                      | 4円30銭                                  | フラックローズ80間ゲンロク180間のハンデ付き |
| 第二回                                   | 駆歩                                     | 島外産馬                                 | 1マイル1/2                               | 4頭立                                    | ブラックスター                           | 3分00秒                                  | アニワ                                   | 政光                                     | 342                                      | 3円10銭                                  |                                             |
| 第三回                                   | 駆歩                                     | 島産新馬                                 | 1マイル                                  | 8頭立                                    | 錦龍                                     | 1分58秒                                  | 金時                                     | 南樺                                     | 283                                      | 5円                                      |                                             |
| 第四回                                   | 駆歩                                     | 島産古馬                                 | 1マイル1/8                               | 4頭立                                    | キューバス                               | 2分12秒1/5                               | 八千代                                   | 流山                                     | 397                                      | 3円90銭                                  |                                             |
| 第五回                                   | 速歩                                     | 島産                                     | 2マイル                                  | 3頭立                                    | 天龍                                     | 7分34秒                                  | 八重姫                                   | 並川                                     | 447                                      | 3円70銭                                  | 八重姫50間ハンデ                            |
| 第六回                                   | 駆歩                                     | 島外産馬                                 | 1マイル                                  | 3頭立                                    | サッポロ                                 | 1分56秒                                  | タイセイ                                 | 政光                                     | 591                                      | 6円90銭                                  |                                             |
| 第七回                                   | 駆歩                                     | 島産新馬                                 | 3/4マイル                                | 6頭立                                    | 小桜                                     | 1分39秒                                  | ツバサ                                   | 金波                                     | 340                                      | 3円10銭                                  |                                             |
| 第八回                                   | 駆歩                                     | 島産古馬                                 | 1マイル                                  | 5頭立                                    | 八千代                                   | 1分57秒                                  | 流山                                     | キタオ                                   | 409                                      | 4円60銭                                  |                                             |
| 第九回                                   | 速歩                                     | 速歩優勝                                 | 2マイル                                  | 3頭立                                    | 豊原                                     | 7分18秒1/3                               | ゲンロク                                 | ブラックローズ                           | 370                                      | 2円70銭                                  | 豊原160間ゲンロク110間のハンデ付き          |
| 第十回                                   | 速歩                                     | 島産速歩優勝                             | 2マイル                                  | 2頭立                                    | 八重姫                                   | 7分3秒                                   | 天龍                                     |                                          | 331                                      | 2円50銭                                  |                                             |
| 第十一回                                 | 駆歩                                     | 島外産馬優勝                             | 2マイル                                  | 3頭立                                    | キタイチ                                 | 3分54秒                                  | イナズマ                                 | サッポロ                                 | 598                                      | 3円                                      |                                             |
| 第十二回                                 | 駆歩                                     | 島産新馬                                 | 1マイル                                  | 5頭立                                    | 錦龍                                     | 1分59秒1/2                               | 金時                                     | ヒコー姫                                 | 534                                      | 12円60銭                                 |                                             |
| 第十三回                                 | 駆歩                                     | 島産古馬優勝                             | 1マイル1/2                               | 3頭立                                    | キューバス                               | 2分56秒                                  | カーチス                                 | 旗姫                                     | 343                                      | 3円40銭                                  |                                             |
| 出典は樺太日日新聞昭和5年6月24日         |                                          |                                          |                                          |                                          |                                          |                                          |                                          |                                          |                                          |                                          |                                             |

### 昭和14年の豊原の競馬番組
1939年（昭和14年）になると樺太の競馬は速歩競走が増え、1939年（昭和14年）春の豊原競馬初日では全14レース中8レースが速歩競走になっている。それは豊原ばかりではなく知取競馬でも全12レースのうち8レースが速歩競走である。また、距離がメートルになっている。
| 昭和14年6月30日豊原競馬場春開催初日成績 | 昭和14年6月30日豊原競馬場春開催初日成績 | 昭和14年6月30日豊原競馬場春開催初日成績 | 昭和14年6月30日豊原競馬場春開催初日成績 | 昭和14年6月30日豊原競馬場春開催初日成績 | 昭和14年6月30日豊原競馬場春開催初日成績 | 昭和14年6月30日豊原競馬場春開催初日成績 | 昭和14年6月30日豊原競馬場春開催初日成績 | 昭和14年6月30日豊原競馬場春開催初日成績 | 昭和14年6月30日豊原競馬場春開催初日成績 | 昭和14年6月30日豊原競馬場春開催初日成績 | 昭和14年6月30日豊原競馬場春開催初日成績 | 昭和14年6月30日豊原競馬場春開催初日成績 |
| 回数                                    | 種類                                    | 番組                                    | 距離                                    | 出走頭数                                | 1着馬名                                 | タイム                                  | 2着馬                                   | 3着馬                                   | 投票数                                  | 的票数                                  | 配当                                    | 備考                                    |
| --------------------------------------- | --------------------------------------- | --------------------------------------- | --------------------------------------- | --------------------------------------- | --------------------------------------- | --------------------------------------- | --------------------------------------- | --------------------------------------- | --------------------------------------- | --------------------------------------- | --------------------------------------- | --------------------------------------- |
| 第一回                                  | 速足                                    | 特殊混合速歩                            | 3200m                                   | 8頭立                                   | フクニシキ                              | 7分21秒                                 | ミスミンク                              | ミスシズエ                              | 102                                     | 6                                       | 20円                                    |                                         |
| 第二回                                  | 駈歩                                    | 島内産新馬                              | 1700m                                   | 3頭立                                   | ショウヨウ                              | 2分6秒                                  | タケミツ                                | ミスイズミ                              | 234                                     | 144                                     | 2円70銭                                 |                                         |
| 第三回                                  | 速歩                                    | 島内産新馬                              | 3400m                                   | 6頭立                                   | ミカサ                                  | 7分45秒                                 | ホウリウ                                | トヨミツ                                | 280                                     | 174                                     | 2円70銭                                 |                                         |
| 第四回                                  | 駈歩                                    | 島内産古馬                              | 1800m                                   | 3頭立                                   | ライトニング                            | 2分6秒                                  | セイザン                                | タケトモ                                | 275                                     | 206                                     | 2円20銭                                 |                                         |
| 第五回                                  | 速歩                                    | 島内産古馬                              | 3600m                                   | 5頭立                                   | ハナイサミ                              | 7分1秒                                  | メーフク                                | ヒヨドリ                                | 351                                     | 229                                     | 2円60銭                                 |                                         |
| 第六回                                  | 駈歩                                    | 島外産馬                                | 1900m                                   | 3頭立                                   | タンブク                                | 2分19秒                                 | アサカ                                  | ローアス                                | 429                                     | 135                                     | 5円40銭                                 |                                         |
| 第七回                                  | 速歩                                    | 島外産馬                                | 3800m                                   | 7頭立                                   | キンブル                                | 6分54秒                                 | イチマル                                | ハエガシ                                | 407                                     | 194                                     | 3円50銭                                 |                                         |
| 第八回                                  | 速歩                                    | 特殊混合                                | 3300m                                   | 5頭立                                   | ミスシズエ                              | 7分47秒                                 | ミスミンク                              | ハルカゼ                                | 298                                     | 198                                     | 2円50銭                                 |                                         |
| 第九回                                  | 速歩                                    | 島内産新馬                              | 3200m                                   | 4頭立                                   | シクカチクバ                            | 7分16秒                                 | ホウリウ                                | トヨミツ                                | 157                                     | 0                                       | 配当なし                                |                                         |
| 第十回                                  | 駈歩                                    | 島内産新馬                              | 1600m                                   | 4頭立                                   | タケミツ                                | 2分2秒                                  | フラークス                              | ミスイズミ                              | 288                                     | 195                                     | 2円50銭                                 |                                         |
| 第十一回                                | 速歩                                    | 島内産古馬                              | 3400m                                   | 4頭立                                   | メーフク                                | 7分8秒                                  | ヒヨドリ                                | コーシン                                | 337                                     | 223                                     | 2円40銭                                 |                                         |
| 第十二回                                | 駈歩                                    | 島内産古馬                              | 1700m                                   | 3頭立                                   | セイザン                                | 2分1秒                                  | タケトモ                                | アサカゼ                                | 260                                     | 152                                     | 2円90銭                                 |                                         |
| 第十三回                                | 駈歩                                    | 島外産馬                                | 1800m                                   | 2頭立                                   | ローアス                                | 2分4秒                                  | トヨヒメ                                |                                         | 231                                     | 141                                     | 2円70銭                                 |                                         |
| 第十四回                                | 速歩                                    | 島外産馬                                | 3600m                                   | 6頭立                                   | ニシオカ                                | 7分26秒                                 | イチマル                                | アサヒノボル                            | 134                                     | 47                                      | 4円80銭                                 |                                         |
| 出典は樺太日日新聞昭和14年7月1,2日      |                                         |                                         |                                         |                                         |                                         |                                         |                                         |                                         |                                         |                                         |                                         |                                         |